# João 16

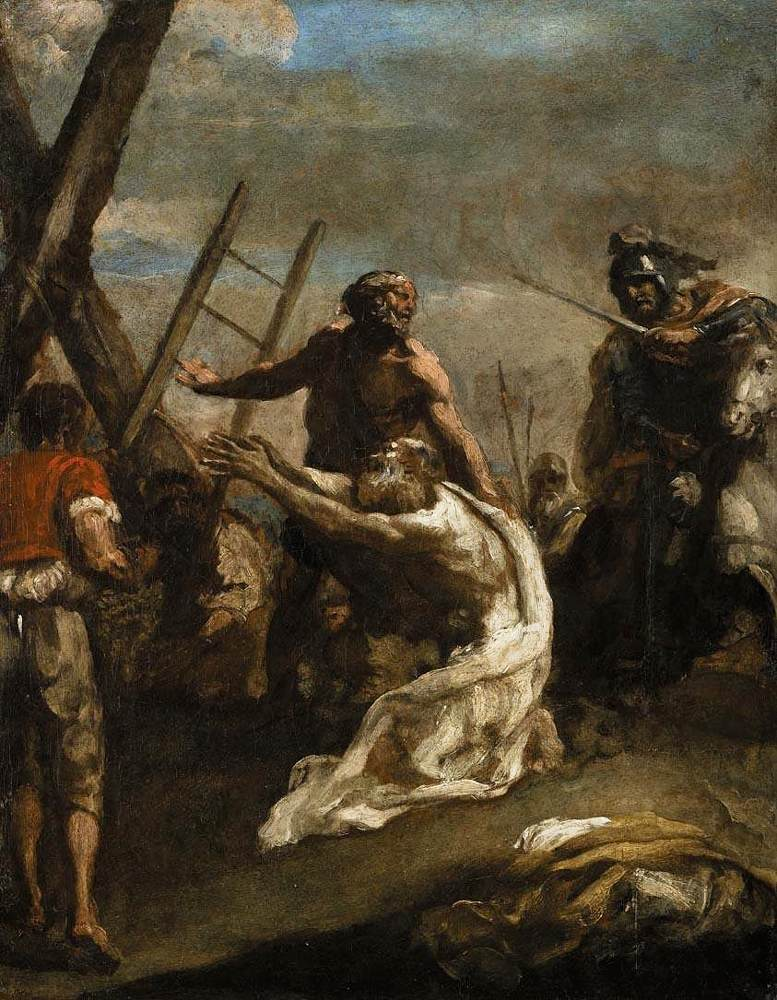
Martírio do Apóstolo André. Em João 16, Jesus prepara seus discípulos para as perseguições que virão.
Século XVII. Por Guillaume Courtois (coleção particular).

João 16 é o décimo-sexto capítulo do Evangelho de João no Novo Testamento da Bíblia. Este capítulo é uma continuação do Discurso de adeus, iniciado em João 14 e, segundo alguns autores, é uma continuação do discurso iniciado na segunda seção do capítulo anterior (João 15:18–27). Retomando o tema do capítulo 14 (primeiro discurso), Jesus novamente fala de sua partida, da vinda do Paráclito (o Espírito Santo) e prepara seus discípulos para as perseguições que virão. João também contrasta o amor de Jesus com o ódio do mundo.
Logo no início deste capítulo está um trecho famoso, «Agora, porém, vou para aquele que me enviou, e nenhum de vós me pergunta: Para onde vais?» (16 5:), que teria dado origem à expressão Quo vadis? ("Para onde vais?").

## O ódio do mundo
Da segunda seção do capítulo 15 até o final deste capítulo, Jesus prepara seus discípulos para o conflito e ódio do mundo, lembrando-os de que ele também teve que enfrentar adversidades: «Se o mundo vos aborrece [odeia], sabei que primeiro do que a vós me tem aborrecido [odiado] a mim.» (João 15:18)
Em seguida, Jesus afirma que eles serão perseguidos assim como ele foi (João 15:20), novamente traçando um paralelo entre ele próprio e seus discípulos. Na Primeira Epístola de João (I João 3:13), a comunidade é novamente lembrada disto: "Não vos maravilheis, irmãos, se o mundo vos aborrece [odeia]". Mais adiante, Jesus novamente se utiliza de paralelos, desta vez com o Deus Pai: «Aquele que me aborrece [odeia], aborrece [odeia] também a meu Pai.» (João 15:23)
Apesar disto, Jesus conforta seus discípulos assegurando-os de que enviará o "Espírito da Verdade" para confortá-los:
| “ | «Quando, porém, vier o Paráclito, que eu vos enviarei da parte do Pai, o Espírito da verdade, que procede do Pai, esse dará testemunho de mim; e vós também dareis testemunho, porque estais comigo desde o princípio.» (João 15:26–27) | ” |

Já no capítulo 16, Jesus acrescenta que se ele não partir, o Espírito Santo não virá («Convém-vos que eu vá. Pois se eu não for, não virá a vós o Paráclito; mas se eu for, enviar-vo-lo-ei.» (João 16:7)) e indica que a continuação de sua obra no mundo será realizada a partir daí por ele. Ele assegura novamente os discípulos do amor do Pai por eles, mais uma vez traçando paralelos:
| “ | «Pois o Pai mesmo vos ama, visto que vós me tendes amado e acreditado que eu saí de Deus» (João 16:27) «Eu vos tenho falado estas coisas, para que tenhais paz em mim. No mundo tereis tribulações; mas tende bom ânimo, eu tenho vencido o mundo.» (João 16:33) | ” |

## Manuscritos
- Papiro 5 - 16:14-22; 16: 22-30
- Papiro 22 - 15:25–16:2; 21-32
- Papiro 60 - 16:29–19:26